# Шева брахот

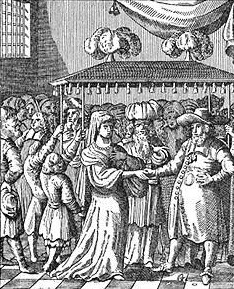
Хупа сефардов Голландии XVII века,
иллюстрация из Jewish Encyclopedia

Ше́ва брахо́т (ивр. שבע ברכות‎ — «семь благословений», также ברכות חתנים‎, брахо́т хтани́м — «благословения новобрачных», ברכות נשואין‎, брахо́т нисуи́н — «благословения венчания») в талмудическом иудаизме — общинная свадебная молитва. Состоит из семи благословений. Произносят в течение всех семи свадебных дней.

## Текст
Шева брахот («семь благословений»), хотя содержит 9 благословений. Обычный порядок благословений раввинов — первое благословение начинают шаблоном «Благословен Ты, Господи, Бог наш, Царь Вечный, Который» и оканчивают шаблоном «Благословен Ты, Господи», остальные благословения заканчивают шаблоном «Благословен Ты, Господи» (см. «Амида», «Биркат ха-мазон»). В Шева брахот этот порядок нарушен, 4 и 7 благословения начинают шаблоном «Благословен Ты, Господи, Бог наш, Царь Вечный, Который» и оканчивают шаблоном «Благословен Ты, Господи», но благословения 1, 2, 3, 5, 6 только оканчивают шаблоном «Благословен Ты, Господи».
Шева брахот составлено от краткого к долгому, вероятно, чтобы увеличить благословение новобрачных. С этой же целью в конце раввин зачитывает библейское «Аароново благословение», которое составлено подобным же образом.

1. Благословен Ты, Господи, Бог [Он] наш, Царь [Он] Вечный, Создающий плод виноградной лозы!
2. Благословен Ты, Господи, Бог [Он] наш, Царь [Он] Вечный, Который сотворил Он всё во Славу Свою!
3. Благословен Ты, Господи, Бог [Он] наш, Царь [Он] Вечный, Создатель Адама!
4. Благословен Ты, Господи, Бог [Он] наш, Царь [Он] Вечный, Который создал Он Адама по образу Своему, по образу и подобию устроил Ты его и уготовил ему из его же плоти устроение во веки веков! Благословен Ты, Господи, Создатель Адама!
5. Радостью да возрадуется и возликует бездетная, [чтобы] собраться сыновьям её внутри неё радостно! Благословен Ты, Господи, Радующий Сион сыновьями её!
6. Веселием да возвеселятся ближние возлюбленные, [чтобы] возрадоваться Тебе, [так же, как видя Адама с Евою —] творение Твоё во саду Эдемском прежде! Благословен Ты, Господи, Радующий народ Свой в Иерусалиме!
7. Благословен Ты, Господи, Бог [Он] наш, Царь [Он] Вечный, Который сотворил радость и веселие, жениха и невесту, любовь и братство и ликование и дружбу! Да зазвучат поскорее, Боже наш, да станет услышано, Господи, Боже наш, из городов Иудеи и окраин Иерусалима возглас радости и возглас веселия, возглас жениха и возглас невесты, возглас ликования новобрачных из-под хупы их из-за пения пирующих холостяков! Благословен Ты, Господи, Радующий жениха и невесту! (Да процветают и да преуспевают, да усладится жених невестою, и невеста да усладится женихом, сынами и дочерями, изобилием и застольными яствами, сынами, следующими Торе, соблюдающими заповеди Израилем!)
Оригинальный текст (иврит)1. ברוך אתה יהוה אלהינו מלך העולם בורא פרי הגפן‎
2. ברוך אתה יהוה אלהינו מלך העולם שהכל ברא לכבודו‎
3. ברוך אתה יהוה אלהינו מלר העולם יוצר האדם‎
4. ברוך אתה יהוה אלהינו מלך העולם אשר יצר את האדם בצלמו בצלם דמות תבניתו והתקין לו ממנו בנין עדי עד ברוך אתה יהוה יוצר האדם‎
5. שוש תשיש ותגל עקרה בקבוץ בניה לתוכה בשמחה ברוך אתה יהוה משמח ציון בבניה‎
6. שמח תשמח רעים אהובים כשמחך יצירך בגן עדן מקדם ברוך אתה יהוה משמח עמו בירושלם‎
7. ברוך אתה יהוה אלהינו מלך העולם אשר ברא ששון ושמחה חתן וכלה אהבה אחוה גיל ורעות ורנן מהרה אלהינו ישמע יהוה אלהינו מערי יהודה ומחוצות ירושלם קול ששון וקול שמחה קול חתן וקול כלה קול מצהלות חפות חתנים ממשתה נערים ומנגינתם ברוך אתה יהוה משמח חתן וכלה הא מכשטא והא מצלחא ישמח חתן בכלה וכלה תשמח בחתן בבנים ובבנות בעושר ובנכסים בבנים עושי תורה מקימי מצות בישראל‎
— Сидур «Кита́б Га́ми ас-Саля́уат уат-Тасаби́х» Саадьи гаона

## Порядок

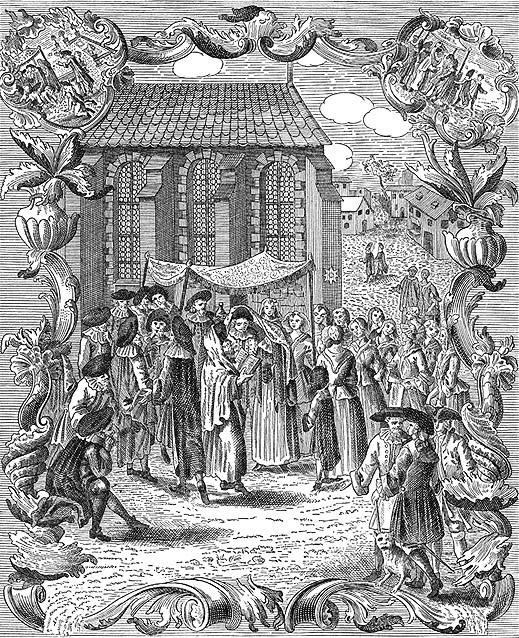
Раввин зачитывает Шева брахот на свадьбе ашкеназов Германии XVIII века,
иллюстрация из Jewish Encyclopedia

По обычаю Маймонида раввин произносил над кубком вина 7 благословений.
В течение всех семи свадебных дней произносят 7 благословений. После свадебного угощения произносят «Благословение пищи» над первым кубком вина, над другим кубком вина произносят 6 благословений (кроме первого благословения на вино), далее произносят благословение на вино (первое благословение из семи) над первым кубком с вином, смешивают оба кубка вместе и выпивают.
Шева брахот произносят только в присутствии миньяна — более десяти евреев-мужчин в течение семи свадебных дней, то есть всего — 49 благословений.

### Талмуд
В вавилонском Талмуде предписано произносить Шева брахот в присутствии миньяна и только если в каждый из семи свадебных дней присутствует новая группа из десяти евреев-мужчин, то есть более 70 свидетелей.

Вторили раввины наши, благословляют благословением новобрачных при миньяне [всю] седмицу [свадьбы]. Сказал рав Йехуда: «[Благословляют так, только если] пришли [в каждый из семи дней] новые [10 евреев-мужчин]»
Оригинальный текст (иврит)ת"ר מברכין ברכת חתנים בעשרה כל שבעה אמר רב יהודה והוא שבאו פנים חדשות‎
— Вавилонский Талмуд, Ктубот 7 б — 8 а